# Margarete Schön
Pour les articles homonymes, voir Schön.
Margarete Schön, de son vrai nom Margarethe Schippang, née le 7 avril 1895 à Magdebourg et morte le 26 décembre 1985 à Berlin-Ouest, est une actrice allemande.

## Biographie
Elle prend des cours privés auprès de Hans Calm à Dessau. Elle débute en 1912 à Bad Freienwalde. Peu après, elle a un engagement au théâtre de Bromberg. De 1915 à 1918, elle fait partie de l'ensemble du Deutschen Theater de Hanovre. De 1918 à 1945, elle est présente au Staatstheater Berlin.
Margarete Schön débute au cinéma en 1918 et a immédiatement des rôles importants. Elle est l'héroïne Kriemhild de Burgondie dans Les Nibelungen de Fritz Lang ; elle tournera de nouveau avec lui dans des rôles plus secondaires. Après la Seconde Guerre mondiale, Schön travaille notamment pour la radio et joue des rôles de figuration, elle collabore avec la DEFA de 1948 à 1950.
Margarete Schön fut l'épouse du réalisateur danois Robert Dinesen.

## Filmographie

### Actrice

#### Cinéma
- 1918 : Schirokko
- 1919 : Das Tor der Freiheit
- 1919 : Der Tempel der Liebe
- 1919 : Der Tänzer
- 1919 : Die Launen eines Milliardärs
- 1919 : Die Liebschaften der Kaethe Keller
- 1919 : Die Pflicht zu leben
- 1919 : Du meine Himmelskönigin
- 1919 : Freiheit, Gleichheit, Brüderlichkeit
- 1919 : Spiele eines Milliardärs
- 1920 : Das große Licht
- 1920 : Der gelbe Tod, 2. Teil
- 1920 : Die goldene Krone : Princesse Elvira
- 1920 : Frauen vom Gnadenstein : Ruth
- 1920 : Gewalt gegen Recht
- 1921 : Der Leidensweg der Inge Krafft : Dagmar, la femme de Harry Radens
- 1922 : Der schlummernde Vulkan
- 1922 : Erniedrigte und Beleidigte
- 1922 : Kinder der Zeit
- 1922 : L'assomption d'Hannele Mattern : Johanna, Hanneles Mutter
- 1924 : Les Nibelungen (Die Nibelungen) de Fritz Lang : Kriemhild
- 1925 : Bismarck, 1. Teil
- 1925 : Kampf um die Scholle : Franz von Wulfshagen
- 1925 : Our Heavenly Bodies
- 1925 : Wallenstein, 1. Teil - Wallensteins Macht
- 1926 : Spitzen
- 1927 : Die Welt ohne Waffen
- 1927 : Ein Tag der Rosen im August... : Helene von Rudow
- 1929 : Die Halbwüchsigen
- 1929 : Hütet euch vor leichten Frauen
- 1929 : Jugendsünden
- 1929 : Poupée d'un soir
- 1930 : Hokuspokus de Gustav Ucicky : jurée
- 1930 : Le Concert de flûte de Sans-Souci (Das Flötenkonzert von Sanssouci) de Gustav Ucicky : Princesse Amalie
- 1931 : Gassenhauer de Lupu Pick : Emma, la gouvernante
- 1931 : In the Employ of the Secret Service : Hans hustru
- 1934 : Abschiedswalzer : Madame Mercier
- 1935 : Der grüne Domino : Frau von Falck
- 1935 : Mazurka
- 1935 : Viktoria : Die Müllerin, Mutter Johannes' (en tant que Margarete Scøn)
- 1936 : Annemarie. Die Geschichte einer jungen Liebe : Mère Renken
- 1936 : Arzt aus Leidenschaft : Mme Felgentreu
- 1936 : Moral de Hans H. Zerlett
- 1936 : Mädchen in Weiß : Maria Petrowna
- 1937 : Sottises
- 1938 : La Femme au carrefour : Hermine
- 1939 : Eveil : Mère Schäfer
- 1939 : La Chair est faible (de) : Mme von Padden
- 1939 : La Femme aux tigres : Mme Petersen
- 1941 : Annelie
- 1942 : Die Entlassung de Wolfgang Liebeneiner : Princesse Johanna Bismarck
- 1943 : Du gehörst zu mir : Mutter Groone
- 1943 : Le Foyer perdu (Damals) de Rolf Hansen : Invitée à la réception du soir (non créditée)
- 1944 : Ce diable de garçon (Die Feuerzangenbowl) de Helmut Weiss  : Mme Knauer
- 1944 : Famille Buchholz (Familie Buchholz) de Carl Froelich : Mme Reiferstein
- 1944 : Neigungsehe de Carl Froelich : Mme Reiferstein
- 1945 : Kolberg de Veit Harlan et Wolfgang Liebeneiner
- 1948 : L'Affaire Blum (Affaire Blum) d'Erich Engel : Sophie Konrad
- 1949 : Der große Mandarin (de)
- 1949 : Quartett zu fünft
- 1949 : The Blue Swords : Frau Zorn
- 1950 : Dr. Semmelweis
- 1954 : Meines Vaters Pferde, 1. Teil: Lena und Nicoline
- 1954 : Meines Vaters Pferde, 2. Teil: Seine dritte Frau : Schwester Berta
- 1954 : Rittmeister Wronski d'Ulrich Erfurth : Agent pénitentiaire
- 1955 : Dans tes bras (Herr über Leben und Tod) de Victor Vicas
- 1955 : Oberwachtmeister Borck : témoin curieuse

#### Courts-métrages
- 1936 : Die letzten Grüsse von Marie

#### Télévision
Téléfilms
- 1960 : Ich rufe Dresden : Hilde Hentschel

### Réalisatrice

#### Cinéma
- 1931 : Manoeuver Time Is Fine